# Cirrhitidae
Cirrhitidae  è una famiglia di pesci ossei marini appartenenti all'ordine Perciformes.

## Distribuzione e habitat
Sono presenti in tutte le aree tropicali degli oceani e sono particolarmente frequenti nell'Oceano Indiano e dell'Oceano Pacifico occidentale. Sono completamente assenti dal mar Mediterraneo e da tutti i mari europei.
Fanno vita bentonica in genere su fondali duri poco profondi. Sono molto comuni nelle barriere coralline.

## Descrizione
Hanno un aspetto che si può descrivere come intermedio tra i Labridae e gli Scorpaenidae. Hanno testa, occhi e bocca moderatamente grandi. In alcune specie il muso può essere allungato. La pinna dorsale ha 10 raggi spinosi. Le pinne pettorali sono caratteristiche: i raggi inferiori di queste pinne sono allungati e rigidi. La pinna caudale è in genere tronca o arrotondata.
La colorazione spesso è vivace, in alcune specie però può essere mimetica.
Cirrhitus rivulatus raggiunge i 60 cm ma di solito le misure sono inferiori, spesso minori di 10 cm.

## Biologia

### Alimentazione
Si cibano di crostacei e piccoli pesci.

### Riproduzione
Si tratta di pesci ermafroditi proterogini.

## Tassonomia

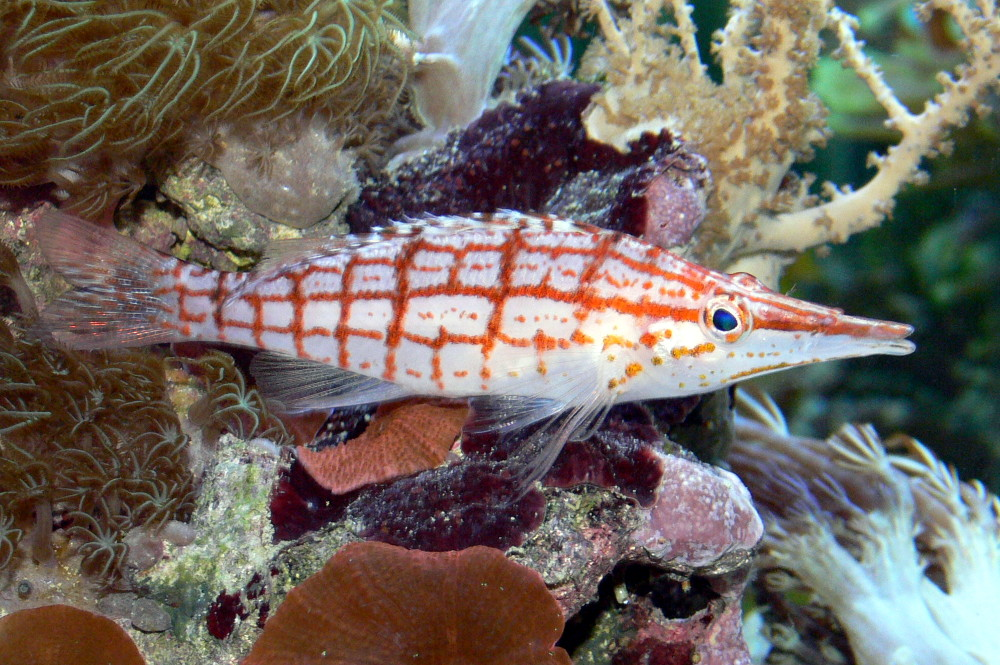
Oxycirrhites typus

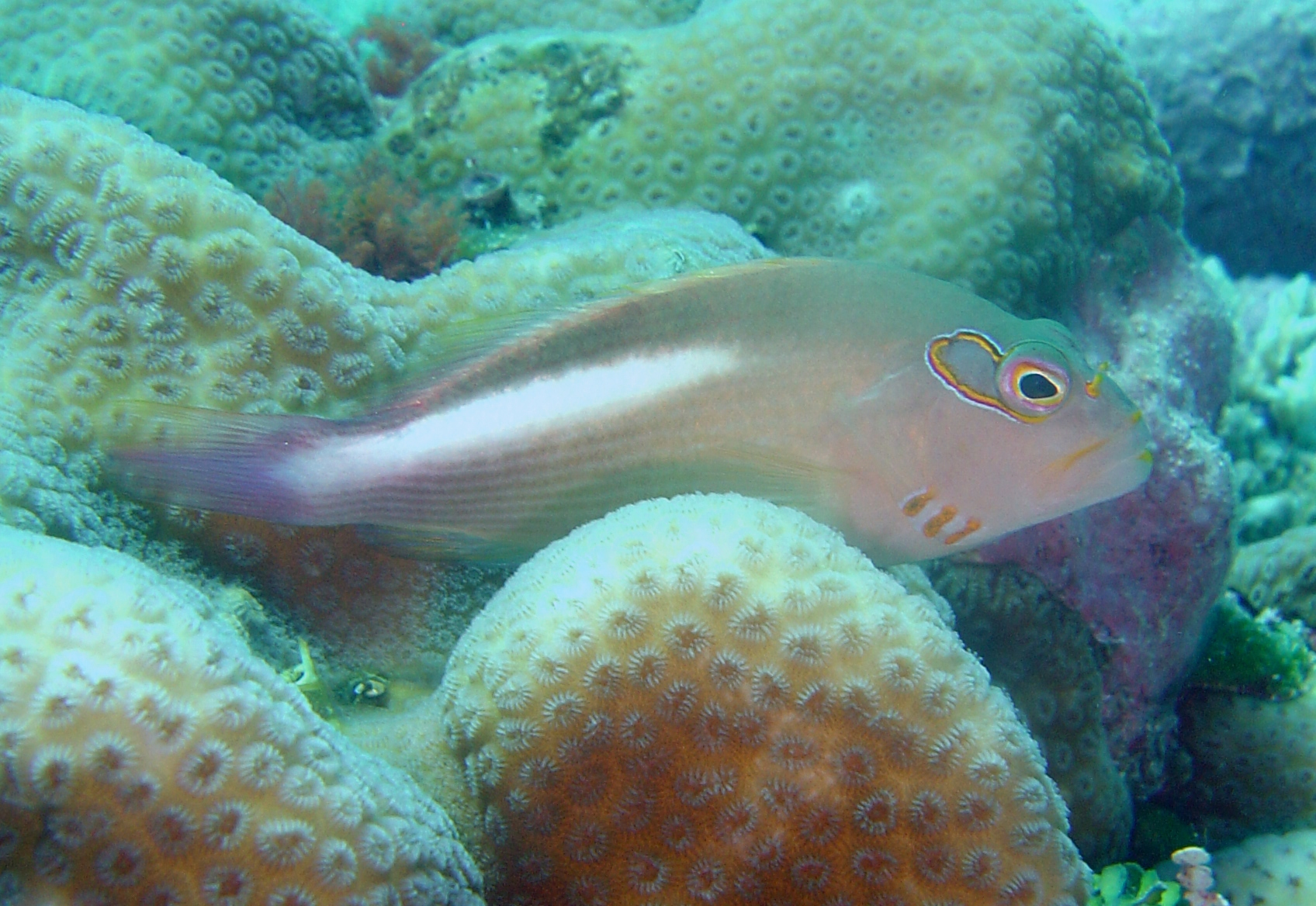
Paracirrhites arcatus

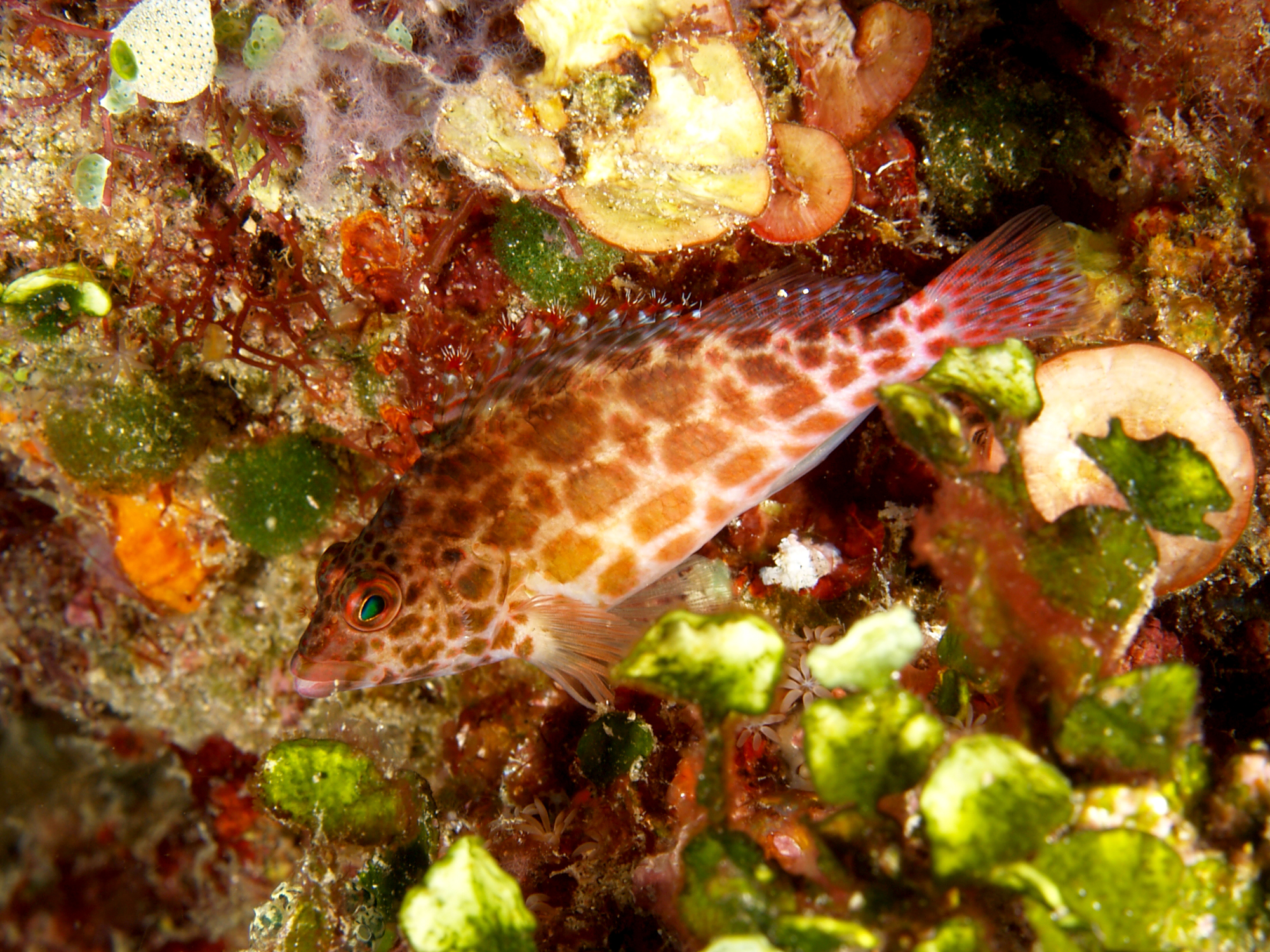
Cirrhitichthys aprinus

- Genere Amblycirrhitus
  - Amblycirrhitus bimacula
  - Amblycirrhitus earnshawi
  - Amblycirrhitus oxyrhynchos
  - Amblycirrhitus pinos
  - Amblycirrhitus unimacula
- Genere Cirrhitichthys
  - Cirrhitichthys aprinus
  - Cirrhitichthys aureus
  - Cirrhitichthys bleekeri
  - Cirrhitichthys calliurus
  - Cirrhitichthys falco
  - Cirrhitichthys guichenoti
  - Cirrhitichthys oxycephalus
  - Cirrhitichthys randalli
- Genere Cirrhitops
  - Cirrhitops fasciatus
  - Cirrhitops hubbardi
  - Cirrhitops mascarenensis
- Genere Cirrhitus
  - Cirrhitus albopunctatus
  - Cirrhitus atlanticus
  - Cirrhitus pinnulatus
  - Cirrhitus rivulatus
- Genere Cristacirrhitus
  - Cristacirrhitus punctatus
- Genere Cyprinocirrhites
  - Cyprinocirrhites polyactis
- Genere Isocirrhitus
  - Isocirrhitus sexfasciatus
- Genere Itycirrhitus
  - Itycirrhitus wilhelmi
- Genere Neocirrhites
  - Neocirrhites armatus
- Genere Notocirrhitus
  - Notocirrhitus splendens
- Genere Oxycirrhites
  - Oxycirrhites typus
- Genere Paracirrhites
  - Paracirrhites arcatus
  - Paracirrhites bicolor
  - Paracirrhites forsteri
  - Paracirrhites hemistictus
  - Paracirrhites nisus
  - Paracirrhites xanthus

## Pesca
Di scarsa importanza.

## Acquariofilia
Sono comuni ospiti degli acquari marini, a cui si adattano molto bene.